# Protestas en Azerbaiyán de 2011
Las protestas en Azerbaiyán de 2011 fueron una serie de manifestaciones realizadas para protestar contra el gobierno del presidente Ilham Aliyev. Los temas comunes propugnados por los manifestantes, muchos de los cuales están afiliados a Müsavat y al Partido Frente Popular, los principales partidos de oposición en Azerbaiyán, incluyen dudas sobre la legitimidad de las elecciones presidenciales de 2008, el deseo de la liberación de los presos políticos, llamados a reformas democráticas y exige que Aliyev y su gobierno renuncien al poder. Las autoridades azerbaiyanas han respondido con una represión de seguridad, dispersando las protestas y restringiendo los intentos de reunirse con la fuerza y numerosas detenciones.
La Unión Europea, el Departamento de Estado de los Estados Unidos, Amnistía Internacional y otras organizaciones pidieron al gobierno que libere a los presos políticos y permita la libertad de reunión . Mientras tanto, el fiscal general de Azerbaiyán, Zakir Qaralov, prometió "reprimir" las protestas, comparándolas con incidentes en "otros países" y diciendo que el gobierno no les permitiría seguir adelante.

## Antecedentes
El 29 de enero, más de 100 activistas y políticos no afiliados al gobierno azerbaiyano se reunieron en Bakú para instar al presidente Ilham Aliyev a destituir al gobierno y convocar elecciones anticipadas. Varios críticos compararon a Aliyev con el entonces presidente Hosni Mubarak de Egipto y advirtieron que Azerbaiyán podría enfrentar protestas populares como parte de una ola regional de disturbios civiles, aunque los líderes del Partido Frente Popular de Azerbaiyán y Müsavat no llegaron a amenazar con liderarlos personalmente.
Casi al mismo tiempo, el activista web de 20 años y partidario de la APFP, Jabbar Savalan, ganó prominencia por publicar invectivas cada vez más provocativas contra el gobierno en Facebook y otros sitios web de redes sociales, y finalmente pidió a principios de febrero un "Día de la ira" inspirado en el protestas en Egipto, con grandes protestas que se llevarán a cabo en el centro de Bakú. Las autoridades reaccionaron arrestando a Savalanly en Sumqayit el 5 de febrero y acusándolo de posesión de marihuana, un cargo que sus partidarios afirmaron que fue inventado. Los grupos de oposición pidieron a las autoridades que liberaran al joven activista y compararon su detención con la represión de los disidentes en Egipto y otros países, pero la policía insistió en que el arresto no era político.
El 6 de febrero, se llevó a cabo una protesta no autorizada en el Parque de la Amistad Egipto-Azerbaiyán en las afueras de Bakú, en el suburbio de Xırdalan. Varias docenas de asistentes, en su mayoría hombres y mujeres jóvenes, agitaron carteles y corearon consignas pidiendo la dimisión del presidente egipcio Mubarak, pero también expresaron su desacuerdo contra varias políticas gubernamentales azerbaiyanas recientemente adoptadas, incluidos aumentos de precios de los servicios. La policía dispersó la reunión en cuestión de minutos, sin realizar arrestos.

## Protestas políticas

### Marzo
Los activistas juveniles Elnur Majidli, Bakhtiyar Hajiyev y otros pidieron en Facebook protestas masivas el 11 de marzo de 2011 para conmemorar el primer mes de la renuncia de Hosni Mubarak y la detención de Savalanly por lo que llamaron cargos falsos. En respuesta, el gobierno habría enviado fuerzas militares a Bakú para reforzar la seguridad en la capital de la ex república soviética.
Los miembros de la oposición en la Asamblea Nacional expresaron su apoyo a los manifestantes, exigieron la liberación de los presos políticos y pidieron al gabinete, encabezado por el ex primer ministro Artur Rasizade, exmiembro del Partido Comunista, que renunciara por no haber instituido reformas. El gobierno afirmó que las manifestaciones fueron organizadas por la oposición parlamentaria bajo el disfraz de activismo de base, pero los activistas lo negaron, citando críticas de aliados políticamente afines en la Asamblea Nacional sobre la fecha de las protestas planificadas como un ejemplo de en qué se diferencian de los partidos de oposición.

#### 11 de marzo: "Día del Gran Pueblo"
El 11 de marzo, la policía frustró varios intentos de protesta y arrestó al menos a 43. The New York Times informó que unas 60 personas se reunieron en Bakú, la capital, en respuesta al evento programado en Facebook, pero las fuerzas de seguridad tomaron medidas drásticas rápidamente, impidiendo que la manifestación ganara mucho impulso. 

#### 12 de marzo
Una protesta más grande en Bakú, la capital, atrajo a varios cientos de personas el 12 de marzo, informó The New York Times. La protesta fue dirigida por Müsavat, en contraste con las manifestaciones más pequeñas dirigidas por jóvenes del día anterior. Una vez más, sin embargo, la policía estaba preparada para la manifestación y comenzó a arrestar a personas en el lugar, incluida al menos una persona por hablar con un periodista occidental, aunque los medios informaron que les resultó más difícil dominar la protesta más grande y mejor preparada que la del 11 de marzo. Cerca de 50 personas fueron arrestadas en este segundo día de protestas. Aunque la mayoría de los manifestantes parecían ser partidarios del laico, relativamente pro occidental, varios jóvenes manifestantes que representaban a la oposición islamista empezaron a gritar "Al·lahu-àkbar", supuestamente enfureciendo a la policía en el lugar.
Al menos 30 personas arrestadas en relación con las protestas y fueron condenadas a prisión, informó el Departamento de Estado de Estados Unidos. Müsavat exigió que el presidente Ilham Aliyev renunciara por el incidente. La Casa de Derechos Humanos de Azerbaiyán y la Unión Europea, entre otros, criticaron al gobierno de Aliyev y pidieron a las autoridades que permitan que la gente se manifieste pacíficamente.

#### Otros incidentes
Reuters informó que al menos 150 activistas fueron arrestados en Azerbaiyán durante marzo, incluidos los detenidos entre el 11 y el 12 de marzo.

### Abril
Los grupos de oposición manifestaron su intención de realizar más protestas en abril a pesar de las advertencias de las autoridades de que no lo hicieran. Los funcionarios de Bakú presionaron a los opositores al gobierno para que se manifestaran solo en una parte designada de Bebiheybat, en las afueras del centro de la ciudad de Bakú, pero la oposición rechazó cualquier acuerdo por el cual los manifestantes no marcharan en el centro de Bakú. El líder de la oposición, Ali Karimli, del Partido Frente Popular de Azerbaiyán, dijo que si bien los activistas tenían la intención de manifestarse pacíficamente, "en caso de una provocación, sin embargo, no seremos responsables".

#### 2 de abril: "Día de la ira"
El 2 de abril se llevó a cabo otra protesta en la Plaza de la Fuente en el centro de la ciudad de Bakú, a la que asistieron entre 350 y 1000 manifestantes. La APFP y Müsavat llamaron a la manifestación un "Día de la Ira" y encabezaron la manifestación en el centro en lugar, en vez de realizarla en un estadio aprobado por el gobierno en las afueras de la ciudad. La policía arrestó a más de 200 manifestantes  también detuvo al menos a dos periodistas azerbaiyanos que cubrían la protesta. Isa Gambar, el líder de Müsavat, respondió a la represión y la acusación del gobierno de cuatro líderes de la oposición de "organizar disturbios masivos" prometiendo intensificar las protestas. El 10 de octubre, cuatro de los activistas detenidos fueron condenados a penas de 18 meses a tres años de prisión.

#### 17 de abril
La policía volvió a dispersar un intento de manifestación en la Plaza de la Fuente de Bakú el 17 de abril, arrestando a activistas que corearon consignas a favor de la democracia, entre ellos una madre y su hija pequeña, y deteniendo brevemente a dos o tres periodistas suecos. Posteriormente, los suecos fueron deportados. Según los informes, una mujer advirtió a la policía cuando la arrestaron: "No crea que podrá mantener su gobierno. Un gobierno de 30 años colapsó en Egipto". Las autoridades dijeron que detuvieron a 65 personas en total. Si bien el gobierno nuevamente intentó confinar las manifestaciones a una pequeña área en las afueras de Bakú, Gambar y otros líderes de la oposición han prometido continuar realizando protestas en el centro de la ciudad desafiando la ley, ya que sus solicitudes de que se le permita reunirse frente al Cine Narimanov, el centro fue denegado y los organizadores rechazaron los escenarios alternativos propuestos por el ayuntamiento. La represión se produjo en desafío a un llamamiento del regulador de derechos humanos Amnistía Internacional para permitir que avanzaran las protestas pacíficas.

#### 20 de abril
Para conmemorar el cuarto aniversario del periodista azerbaiyano Eynulla Fatullayev, 20 periodistas realizaron una huelga de hambre de un día para protestar por lo que consideran su injusto encarcelamiento. "Queremos demostrar nuestras quejas contra el arresto de Eynulla Fatullayev [mediante la huelga]", dijo el editor Aynur Elganesh.

### Mayo
Aunque la acción de la oposición política fue moderada durante la primera mitad del mes, los disturbios continuaron en la capital de Bakú .

#### 6 de mayo
La policía dispersó rápidamente una protesta el 6 de mayo en Bakú. Los manifestantes pidieron al gobierno que permita que las niñas musulmanas usen el hiyab en la escuela. Varias decenas de personas fueron arrestadas y, según los informes, la policía utilizó porras y gas pimienta para someter a algunos de los manifestantes.

#### 22 de mayo
Los jóvenes activistas se manifestaron en el Bulevar de Bakú para pedir la liberación de los "presos políticos", compañeros activistas encarcelados por lo que creen que son acusaciones inventadas. Fueron arrestados cuatro activistas y un periodista que cubría el evento, aunque el periodista fue liberado más tarde esa misma noche. Los activistas fueron condenados a entre siete y ocho días de cárcel cada uno.

### Junio

#### 19 de junio
La policía arrestó a "23 de los aproximadamente 80 manifestantes" afiliados a la Cámara Pública de la oposición en Bakú frente al Cine Narimanov, un lugar frecuente de intentos de manifestaciones contra el gobierno durante las protestas de 2011. El ministro del Interior, Ehsan Zahidov, insistió en que los manifestantes, al reunirse frente al cine en lugar de en el asentamiento de Bibi Heybat en las afueras de la ciudad, estaban "violando los derechos constitucionales de los ciudadanos" y agregó: "Si la manifestación de la Cámara Pública para el 19 de junio se establece donde fue establecida por la oficina del alcalde de Bakú y organizado en un lugar asignado por ella, la policía proporcionaría seguridad a los participantes de la manifestación". La policía estuvo presente en la plaza una hora antes de que llegaran los manifestantes, frustrando con éxito la manifestación.

### Noviembre
Alrededor de 30 a 35 jóvenes activistas de la oposición organizaron una protesta frente al Ayuntamiento de Bakú el 15 de noviembre coreando "¡Libertad!" pero pronto fueron confrontados violentamente por las fuerzas policiales. Los activistas detenidos fueron puestos en libertad en las próximas horas.

## Táctica
Los manifestantes han utilizado sitios de redes sociales como Facebook para difundir información sobre manifestaciones, incluido cuándo y dónde reunirse. Sin embargo, BBC News ha notado que hasta el 80 por ciento de los azerbaiyanos no usan Internet, lo que quizás ha contribuido a una participación relativamente baja en comparación con las protestas en las vecinas Armenia e Irán, entre otros lugares. Un analista de la BBC también comentó sobre una estrategia vista en la manifestación fallida del 17 de abril en la Plaza de la Fuente, con manifestantes reuniéndose lentamente mientras al menos inicialmente intentaban parecer desorganizados, muy similar a una multitud inteligente.

## Respuesta nacional
El gobierno se ha esforzado por evitar que las manifestaciones cobraran mucha fuerza, dispersando las protestas iniciales lideradas por jóvenes el 11 de marzo en algunos casos antes de que pudieran comenzar. Para lograr esto, las autoridades han ordenado a las fuerzas de seguridad que acudan al lugar de las manifestaciones planificadas, adoptando un enfoque proactivo en lugar de reaccionar una vez que estallan las protestas. En general, la policía no ha dudado en detener y arrestar a cualquier persona que considere un posible agitador, incluidos los azerbaiyanos a los que se ha visto hablando con periodistas, y en al menos dos ocasiones, ellos mismos han detenido a periodistas.
Las autoridades han citado la escala relativamente pequeña de protestas como prueba de que el público azerbaiyano apoya al gobierno y no aprueba a los partidos de oposición. Con frecuencia utilizan el descriptor "radical" para caracterizar a los manifestantes y líderes de la oposición.
Los funcionarios del gobierno, incluido el fiscal general Zakir Qaralov, también han acusado a líderes de la oposición como Ali Karimli e Isa Gambar de ser agentes de gobiernos extranjeros. En respuesta, Karimli dijo después de ser interrogado durante más de ocho horas el 16 de abril: "Hablando de para quién estamos trabajando, solo hay una dirección: el pueblo de Azerbaiyán". Si bien el gobierno ha intentado desacreditar públicamente a los principales líderes de la oposición, y tanto Karimli como Gambar han sido citados para ser interrogados, ninguno ha sido arrestado todavía.
Otros activistas han sido acusados de delitos como "incitación al odio". El gobierno advirtió al bloguero con sede en Francia que llamó por primera vez a las protestas del 11 de marzo en Facebook que será procesado y podría enfrentar hasta 12 años de prisión si regresa a Azerbaiyán. Según los informes, su familia también se ha enfrentado a las consecuencias, ya que su padre y sus primos fueron detenidos brevemente y el gobierno presuntamente presionó a los empleadores de sus padres para que los despidieran de sus trabajos.
El 25 de abril, la policía allanó las oficinas del partido Gambar de Müsavat en Bakú.
A mediados de mayo, un alto funcionario del gobernante Partido Nuevo Azerbaiyán afirmó que los únicos manifestantes jóvenes que asistían a las manifestaciones eran familiares de líderes de la oposición, de quienes dijo "deben hacerse a un lado y dar su lugar a una nueva generación y construir nuevas relaciones" porque ellos "no tienen la confianza popular" y no han podido ofrecer nuevas ideas desde la década de 1990. También dijo que creía que los esfuerzos del gobierno para frenar la corrupción, una queja clave de los manifestantes, eran sinceros y tenían un impacto. Las afirmaciones en sentido contrario, dijo, eran "insensatas".
El 26 de mayo, Aliyev concedió un indulto presidencial inesperado al periodista Eynulla Fatullayev tras cuatro años de prisión. Fatullayev fue debidamente liberado de prisión. En una entrevista al día siguiente, dijo que si el gobierno garantizaba la libertad de prensa y le prometía que no sería castigado por sus informes, volvería a trabajar como periodista en Azerbaiyán.
El gobierno juzgó a cuatro miembros de la APFP, un activista de Müsavat y un manifestante antigubernamental no afiliado el 13 de julio por su presunto papel en la organización de protestas. Los abogados defensores argumentaron que las protestas fueron pacíficas y no disruptivas, dijeron que los hombres vestidos de civil que ayudaron a la policía a detener a los manifestantes deberían ser citados para ser interrogados y sugirieron que los funcionarios de la ciudad de Bakú violaron el derecho de los manifestantes a la libertad de reunión al negar el permiso para las protestas, pero sus argumentos fueron rechazados por el juez.

### Contra-manifestantes
La agencia de noticias Trend informó que unos 100 jóvenes azerbaiyanos se reunieron frente a la casa de Karimli el 13 de abril para manifestarse contra el papel del líder de la APFP en la organización de protestas. Según informes, la policía disolvió la manifestación y detuvieron a dos manifestantes, ya que no estaba autorizada oficialmente. 

## Reacciones internacionales
El embajador de Estados Unidos en Azerbaiyán, Matthew Bryza, expresó su preocupación por la respuesta del gobierno de Azerbaiyán a las protestas de marzo. El 15 de abril, Bryza negó las acusaciones del gobierno de que la administración Obama apoya la revolución en la república del sur del Cáucaso. Bryza admitió que los diplomáticos estadounidenses en Bakú se habían reunido con Ali Karimli e Isa Gambar a principios de abril, pero dijo que no había sido parte de las conversaciones y que no constituían un respaldo oficial de Estados Unidos para los objetivos de la oposición. "Nuestro deseo es intensificar la actividad sostenible y la reforma", dijo Bryza. El Departamento de Estado de Estados Unidos también ha emitido advertencias por separado al gobierno de Azerbaiyán, considerado un aliado vital de Estados Unidos en la región, para permitir que sus ciudadanos se reúnan pacíficamente y para garantizar el debido proceso a los detenidos.
La Unión Europea criticó a Azerbaiyán por "la falta de respeto de las libertades fundamentales" después de que las fuerzas de seguridad disolvieran la manifestación del 2 de abril. El organismo supranacional pidió a las autoridades que permitan la libertad de expresión, la libertad de reunión y la libertad de prensa, derechos que sugirió que la respuesta del gobierno fue irrespetada. El 13 de abril, el ministro de Relaciones Exteriores de Azerbaiyán, Elmar Mammadyarov, convocó al jefe de la delegación de la UE a Azerbaiyán para expresar el descontento de su gobierno por la declaración. El 12 de mayo, el Parlamento Europeo adoptó una resolución en la que condenaba enérgicamente la represión del gobierno y pedía la liberación de los presos políticos.
Amnistía Internacional también convenció al gobierno de que permitiera las protestas pacíficas. En una carta publicada en el diario británico The Guardian el 20 de abril, su filial en el Reino Unido pidió la liberación de Eynulla Fatullayev y otros periodistas detenidos e insistió en que Bakú debería "cumplir con las normas internacionales de derechos humanos, específicamente el derecho de reunión y el derecho a la libertad expresión". El Instituto Internacional de Prensa se hizo eco de las críticas de Amnistía y condenó la deportación por parte del gobierno de Azerbaiyán de tres periodistas suecos por informar sobre la manifestación en la Plaza de la Fuente el 17 de abril.
Al menos un analista político, sugirió que el gobierno iraní puede haber prestado un respaldo encubierto a las protestas. Dijo que Irán tiene un gran interés en desalentar la inversión extranjera en Azerbaiyán, un rival regional para las exportaciones de petróleo y gas natural, y que Teherán puede haber tratado de asustar a los inversores al intentar desestabilizar el país.
Muchos activistas exigieron un boicot al concurso de canciones de Eurovisión 2012 después de que Azerbaiyán ganó en 2011, pero nunca se materializó.
- Datos: Q4620456

1. 1 2 3 4  «Azerbaijan urged to stop targeting peaceful protesters». Amnesty International. 15 de abril de 2011. Archivado desde el original el 29 de abril de 2014. Consultado el 24 de abril de 2011.
2. ↑  Ismayilova, Khadija (31 de enero de 2011). «Azerbaijan: Protests in Egypt Are Reverberating in Baku». EurasiaNet. Consultado el 27 de abril de 2011.
3. ↑  Sweetland Edwards, Haley (10 de febrero de 2011). «AZERBAIJAN: Egypt-inspired protests spread to Caucasus, raising tensions». Los Angeles Times. Consultado el 27 de abril de 2011.
4. ↑  Ismayilova, Khadija (8 de febrero de 2011). «Azerbaijan: Egypt Events Linked to Youth Activist Arrest – Opposition». EurasiaNet. Consultado el 27 de abril de 2011.
5. ↑  «Misir parkında aksiya». Azadlıq Radiosu. 6 de febrero de 2011. Consultado el 27 de abril de 2011.
6. ↑  «Azerbaijani Youth Ridicule Mubarak Statue». Radio Free Europe/Radio Liberty. 7 de febrero de 2011. Consultado el 27 de abril de 2011.
7. ↑  Arife Kazimova and Daisy Sindelar (26 de mayo de 2012). «Is Azerbaijan Ready For Its Own Revolution?». Radio Free Europe. Consultado el 26 de mayo de 2012.
8. 1 2  «Azerbaijani Activists Organize Day of Protest Via Facebook». Radio Free Europe/Radio Liberty. 3 de marzo de 2011. Consultado el 7 de marzo de 2011.
9. 1 2  «Police detain 43 in Azerbaijan protest bid». Reuters. 11 de marzo de 2011. Consultado el 12 de marzo de 2011.
10. ↑  Yunusov, Arif (2 de mayo de 2011). «The Arab revolts have enlivened Azerbaijan's political scene». EurActiv. Archivado desde el original el 12 de octubre de 2017. Consultado el 2 de mayo de 2011.
11. ↑  «Azerbaijani opposition calls on I. Aliyev to step down». Times.am. 21 de marzo de 2011. Archivado desde el original el 24 de julio de 2011. Consultado el 24 de abril de 2011.
12. 1 2  Socor, Vladimir (8 de abril de 2011). «"Day of Wrath" Fails in Azerbaijan». Georgian Daily. Consultado el 26 de abril de 2011.
13. 1 2  Mamedov, Eldar (20 de abril de 2011). «Dark days for freedom in Turkey and Azerbaijan». Hurriyet Daily News. Consultado el 24 de abril de 2011.
14. ↑  Schwirtz, Michael (4 de abril de 2011). «Opposition in Azerbaijan Vows to Step Up Protests». The New York Times. Consultado el 24 de abril de 2011.
15. 1 2  «IPI Renews Call to Free Azerbaijani Journalist Eynulla Fatullayev». International Press Institute. 21 de abril de 2011. Archivado desde el original el 1 de mayo de 2011. Consultado el 26 de abril de 2011.
16. 1 2  McGuinness, Damien (24 de abril de 2011). «Azerbaijan cracks down hard on protests». BBC News. Consultado el 26 de abril de 2011.
17. ↑  «Azerbaijani Opposition Denied Approval For Rally in Baku Center». Radio Free Europe/Radio Liberty. 14 de abril de 2011. Consultado el 24 de abril de 2011.
18. ↑  «20 leading Azerbaijani journalists hold hunger strike». BakuPost. 20 de abril de 2011. Consultado el 24 de abril de 2011.
19. ↑  «Baku Police Break Up Protest Against School Hijab Ban». Radio Free Europe/Radio Liberty. 6 de mayo de 2011. Archivado desde el original el 14 de mayo de 2011. Consultado el 16 de mayo de 2011.
20. ↑  «Azerbaijani Activists Jailed Over Protest». Radio Free Europe/Radio Liberty. 23 de mayo de 2011. Consultado el 1 de junio de 2011.
21. ↑  Grigoryan, Marianna (1 de marzo de 2011). «Armenia: Yerevan Opposition Protest Draws Large Crowd». EurasiaNet. Consultado el 26 de abril de 2011.
22. ↑  «Iran opposition protests, agency reports shooting». Reuters. 14 de febrero de 2011. Consultado el 26 de abril de 2011.
23. ↑  Tahir, Muhammad (21 de abril de 2011). «The Arab Spring: The Turkmen case». Foreign Policy. Archivado desde el original el 29 de abril de 2014. Consultado el 26 de abril de 2011.
24. ↑  «Society says 'no to radicalism'». News.Az. 4 de abril de 2011. Archivado desde el original el 19 de octubre de 2017. Consultado el 26 de abril de 2011.
25. ↑  «Azerbaijani Deputies Condemn Diplomats' Meetings With Opposition». Radio Free Europe/Radio Liberty. 15 de abril de 2011. Consultado el 26 de abril de 2011.
26. ↑  «Ali Karimli Interrogated For 8 Hours!». Azeri Report. 16 de abril de 2011. Consultado el 26 de abril de 2011.
27. ↑  Harris, Mike (27 de abril de 2011). «Azerbaijan's Facebook Dissident». Index on Censorship. Consultado el 28 de abril de 2011.
28. ↑  «US delegation in Azerbaijan, praises alliance». Hurriyet Daily News. 28 de abril de 2011. Consultado el 29 de abril de 2011.
29. ↑  «New generation must replace current opposition leaders». News.az. 13 de mayo de 2011. Archivado desde el original el 27 de noviembre de 2012. Consultado el 16 de mayo de 2011.
30. ↑  Ognianova, Nina (27 de mayo de 2011). «At last, a free man: Fatullayev talks with CPJ». Committee to Protect Journalists Blog. Consultado el 30 de mayo de 2011.
31. ↑  «Six Azerbaijani Opposition Activists Go on Trial». Radio Free Europe/Radio Liberty. 13 de julio de 2011. Consultado el 17 de julio de 2011.
32. ↑  «Azerbaijan detains 50 opposition protesters». ZeeNews. 13 de marzo de 2011. Consultado el 26 de abril de 2011.
33. ↑  «Washington not interferes in internal affairs of Azerbaijan – Bryza». News.Az. 15 de abril de 2011. Archivado desde el original el 17 de abril de 2011. Consultado el 26 de abril de 2011.
34. ↑  «US Envoy to Turkey Says Azerbaijan 'Strategic Ally'». Asbarez. 12 de noviembre de 2009. Archivado desde el original el 11 de octubre de 2012. Consultado el 26 de abril de 2011.
35. ↑  «Azeri govt protests EU over critical statement». AzerNews. 13 de abril de 2011. Archivado desde el original el 4 de septiembre de 2011. Consultado el 26 de abril de 2011.
36. ↑  «EuroParliament adopts tough resolution on Azerbaijan». Panorama.am. 13 de mayo de 2011. Consultado el 16 de mayo de 2011.
37. ↑  «Govt Fears Spread of Arab Spring». IPS. 12 de mayo de 2011. Archivado desde el original el 14 de mayo de 2011. Consultado el 16 de mayo de 2011.
38. ↑  «Letters: Democratic abuses in Azerbaijan». London. The Guardian. 20 de abril de 2011. Consultado el 24 de abril de 2011.
39. ↑  «Iran playing energy games in Baku?». UPI. 31 de marzo de 2011. Consultado el 26 de abril de 2011.